# Рашувек
Рашувек (пол. Raszówek) — село в Польщі, у гміні Слабошув Меховського повіту Малопольського воєводства.
Населення — 85 осіб (2011).
У 1975-1998 роках село належало до Келецького воєводства.

## Демографія
Демографічна структура станом на 31 березня 2011 року:
|          | Загалом | Допрацездатний вік | Працездатний вік | Постпрацездатний вік |
| -------- | ------- | ------------------ | ---------------- | -------------------- |
| Чоловіки | 43      | 12                 | 22               | 9                    |
| Жінки    | 42      | 8                  | 20               | 14                   |
| Разом    | 85      | 20                 | 42               | 23                   |